# Gardeniopsis
Gardeniopsis é um género botânico pertencente à família Rubiaceae.

## Espécies
- Gardeniopsis longifolia